# R Tucanae
R Tucanae är en pulserande variabel av Mira Ceti-typ (M) i stjärnbilden Tukanen. Stjärnan var den första i Tukanens stjärnbild som fick en variabelbeteckning.
Stjärnan varierar mellan visuell magnitud +8,5 och 15,2 med en period av 286,06 dygn.

## Fotnoter
1. ↑  Variabelstjärnornas beteckningar börjar med bokstäverna R-Z, därefter A-Q, följt av RR-ZZ och AA-QQ, varefter de börjar betecknas med bokstaven V och ett ordningsnummer, från och med V335.